# Fanny Biascamano
Fanny Biascamano (Sète, 16 september 1979) is een Frans zangeres.

## Biografie
Biascamano raakte bekend door deel te nemen aan een muziekwedstrijd op de Franse televisie in 1991, op twaalfjarige leeftijd. Het leverde haar een platencontract op. Haar eerste single, L'homme à la moto, was meteen goed voor een zevende plek in de Franse hitparade en een gouden plaat. In datzelfde jaar bracht ze haar eerste album uit, getiteld Fanny. Twee jaar later volgde met Un poète disparu een tweede single. Ze werd intern gekozen om haar vaderland te vertegenwoordigen op het Eurovisiesongfestival 1997, dat gehouden werd in de Ierse hoofdstad Dublin. Met het nummer Sentiments songes eindigde ze op de zevende plaats. Nadien bleef het enkele jaren stil rond haar, aangezien ze zich wou focussen op haar studies. Na enkele jaren keerde ze terug op de muziekscene, maar de grote successen bleven uit.